# Piestowo
Piestowo – miasto w Rosji, w obwodzie nowogrodzkim, 310 km na wschód od Nowogrodu Wielkiego. W 2007 liczyło 15 725 mieszkańców.